# Plunger-Klasse
Die A-Klasse, auch als Plunger- oder Adder-Klasse bezeichnet, war eine Klasse von sieben benzin-elektrischer Klein-U-Booten der United States Navy. Die Boote wurden ab 1900 von der Electric Boat Company auf der Crescent-Werft in Elizabeth im Bundesstaat New Jersey und bei Union Iron Works in Kalifornien gebaut.

## Entwicklung

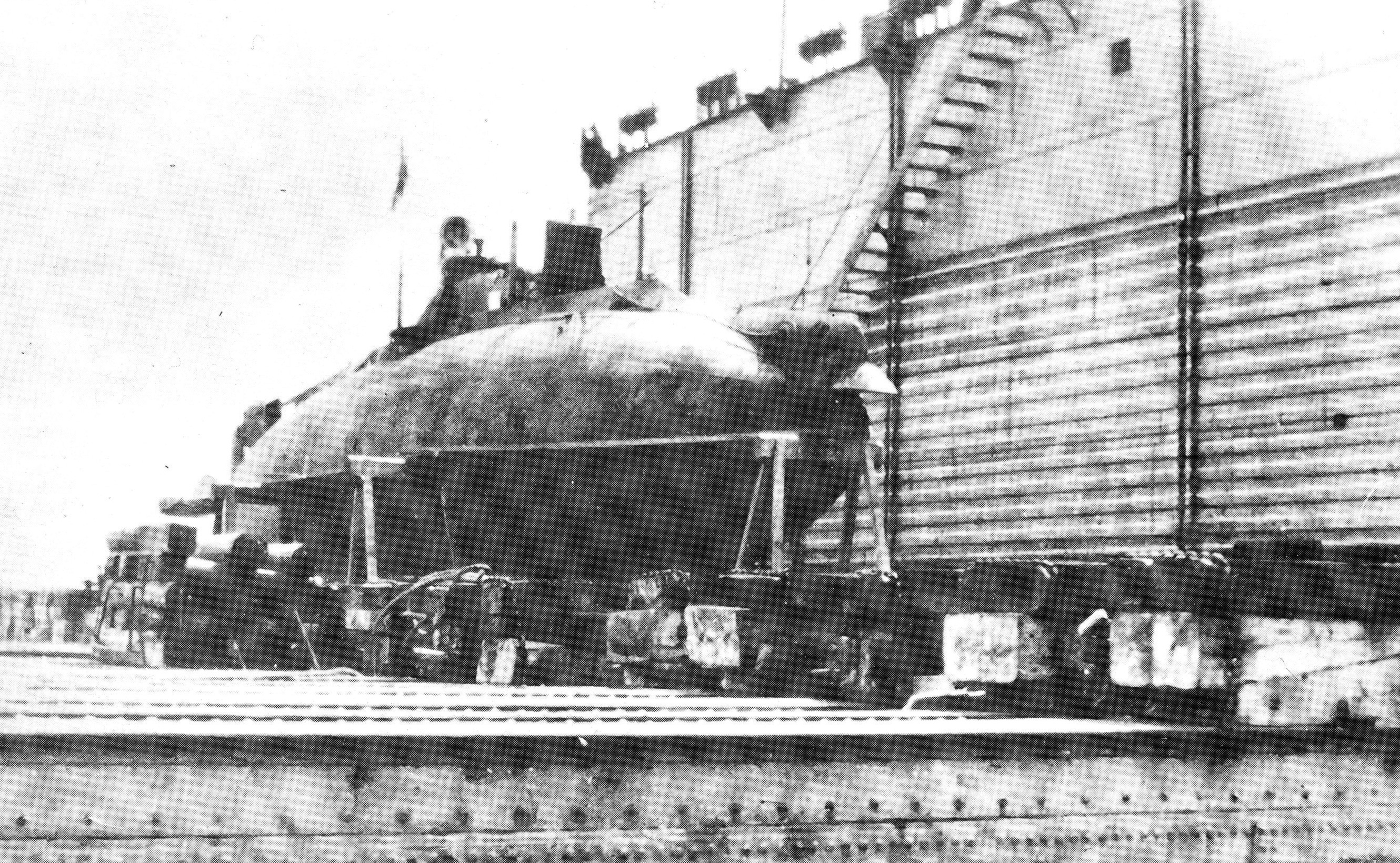
Die Fulton im Dock

John Philip Holland hatte mit seiner Holland VI, die von der US-Navy gekauft und als Holland in Dienst gestellt wurde, einen ersten Erfolg erzielt. Es war jedoch klar, dass dieses Boot nicht als Grundlage für Serienboote dienen konnte. Daher konstruierte Holland eine vergrößerte Ausgabe der Holland VI, die Holland VII. Dieses Boot, die Fulton wurde 1901 bei Electric Boat in New Jersey gebaut, aber von der Navy nicht übernommen. Das erste Serienboot, die Plunger wurde so zum Typboot der Plunger-Klasse. Die Fulton hingegen wurde an Russland verkauft und nach Kronstadt geliefert. Das Som getaufte Boot wurde dort zum Typboot der in St. Petersburg in Lizenz gebauten gleichnamigen Som-Klasse.

## Beschreibung
Die Boote der Plunger-Klasse waren Einhüllenboote mit einem spindelförmigen Druckkörper und einem zentral am Heck angeordneten Propeller. Der Rumpf war in drei Sektionen unterteilt: Bugsektion, Zentrale und Maschinenraum im Heck. In der Bugsektion war das einzige Torpedorohr mittig, im Schnittkreuz der Hoch- und Querachse angeordnet. Die beiden Reservetorpedos lagerten in der Zentrale über den Hauptballasttanks. Die Antriebsanlage bestand aus einem Ottomotor und einem Elektromotor. Die beiden in der Bilge des Maschinenraumes untergebrachten Batterien mit 3 × 20 Zellen ermöglichten nominell bis zu 4 h Unterwasserfahrt. Die Boote verfügten über eine kreuzförmige Heckruderanlage, separate Tiefenruder wie bei modernen Booten gab es nicht. Der niedrige Turm hatte Stromlinienform.
Von den sieben Booten der Plunger-Klasse wurden fünf bei Crescent an der Ostküste und 2 bei Union Iron Works an der Westküste gebaut.
Die Boote dienten hauptsächlich dem Sammeln von Erfahrungen im U-Bootdienst und der Ausbildung von Besatzungen.

## Export
Electric Boat war trotz des Navy-Auftrages in finanziellen Schwierigkeiten und vergab daher Lizenzen für Plunger-Boote ins Ausland. In England baute Vickers Sons & Maxim die ersten britischen Unterseeboote als Holland 1 bis 5, Russland erwarb die Fulton und baute sechs weitere als Som-Klasse, die Niederlande bauten O-1 als ihr erstes Unterseeboot und Japan bestellte fünf Boote, die Electric Boat bei Fore River Shipyard in Massachusetts fertigen ließ und die dann in Japan montiert wurden.

## Einheiten
| Kennung                             | Namen             | Werft                           | Kiellegung        | Stapellauf         | Indienststellung   | Außerdienststellung |
| ----------------------------------- | ----------------- | ------------------------------- | ----------------- | ------------------ | ------------------ | ------------------- |
| SS-2 (Submarine Torpedo Boat No. 2) | A-1 (ex-Plunger)  | Crescent Shipyard, Elizabeth    | 21. Mai 1901      | 1. Februar 1902    | 19. September 1903 | 24. Februar 1913    |
| SS-3 (Submarine Torpedo Boat No. 3) | A-2 (ex-Adder)    | Crescent Shipyard, Elizabeth    | 3. Oktober 1900   | 22. Juli 1901      | 12. Januar 1903    | 12. Dezember 1919   |
| SS-4 (Submarine Torpedo Boat No. 4) | A-3 (ex-Grampus)  | Union Iron Works, San Franzisko | 10. Dezember 1900 | 31. Juli 1902      | 28. Mai 1903       | 25. Juli 1921       |
| SS-5 (Submarine Torpedo Boat No. 5) | A-4 (ex-Moccasin) | Crescent Shipyard, Elizabeth    | 8. November 1900  | 20. August 1901    | 17. Januar 1903    | 12. Dezember 1919   |
| SS-6 (Submarine Torpedo Boat No. 6) | A-5 (ex-Pike)     | Union Iron Works, San Franzisko | 10. Dezember 1900 | 14. Januar 1903    | 28. Mai 1903       | 25. Juli 1921       |
| SS-7 (Submarine Torpedo Boat No. 7) | A-6 (ex-Porpoise) | Crescent Shipyard, Elizabeth    | 13. Dezember 1900 | 23. September 1901 | 19. September 1903 | 12. Dezember 1919   |
| SS-8 (Submarine Torpedo Boat No. 8) | A-7 (ex-Shark)    | Crescent Shipyard, Elizabeth    | 11. Januar 1901   | 19. Oktober 1901   | 19. September 1903 | 12. Dezember 1919   |